# Nicolas Jaar
Nicolas Jaar, noto anche con lo pseudonimo di Against All Logic (New York, 10 gennaio 1990), è un musicista e compositore statunitense-cileno di musica elettronica.

## Biografia
Jaar è nato a New York dall'artista cileno-palestinese Alfredo Jaar e da madre franco-cilena Evelyne Meynard. Jaar passò quattro anni a NY vivendo la scena dance di quegli anni. In questo periodo lavorò a delle produzioni nelle quali cantava in nativo ispanico (Mi Mujer, El Bandido). Queste furono pubblicate come scherzo alla madre di origine sudamericana, per permetterle di cantare e ballare un suo pezzo. Si fece conoscere in vari club in giro per il mondo licenziando diversi EP di musica dance tra il 2008 e il 2011.
Nel 2011 pubblicò il suo album di debutto "Space is only Noise" che ricevette 4 stelle dal The Guardian e fu acclamato dalla critica. In seguito avviò un percorso musicale in una direzione più esplorativa, realizzando una performance di improvvisazione della durata di 5 ore al PS1 e producendo una gran numero di registrazioni sperimentali tramite la sua etichetta Other People (inclusi lavori di artisti con un percorso musicale analogo al suo, come Lydia Lunch, William Basinski, e Lucretia Dalt). Nel 2015 Jaar pubblicò la colonna sonora di Dheepan del regista Jacques Audiard, vincitore della Palma d'Oro al Festival del Cinema di Cannes.
Nel 2020 si trasferì a Torino; l'11 gennaio 2021, mentre si trovava in un locale di San Salvario, distribuì gratuitamente al pubblico dei dischi di sua proprietà.
Jaar fa parte anche del duo Darkside.

## Discografia

### Album Studio
- 2010 - Edits LP
- 2011 - Space Is Only Noise
- 2016 - Nymphs
- 2016 - Sirens
- 2018 - 2012/2017 (come Against All Logic)
- 2020 - 2017/2019 (come Against All Logic)
- 2020 - Cenizas
- 2020 - Telas
- 2024 - Piedras 1
- 2024 - Piedras 2

### EP
- 2008 - The Student
- 2010 - Russian Dolls
- 2010 - Marks & Angles
- 2010 - Time For Us / Mi Mujer
- 2010 - Edits LP
- 2010 - Love You Gotta Lose Again
- 2011 - Nico's Bluewave Edits
- 2011 - Don't Break My Love
- 2015 - Nymphs II
- 2015 - Nymphs III
- 2015 - Fight (Nymphs IV)

## Colonne sonore
- 2015 - Pomegranates Colonna sonora non ufficiale del film Il colore del melograno (1969)
- 2015 - Dheepan
- 2019 - Ema
- Beginning (Dasats'q'isi), regia di Dea K'ulumbegashvili (2020)